# Did Not Finish
Nas corridas, a opção Did Not Finish ( DNF ) indica um participante que não termina uma determinada corrida, seja devido a uma falha mecânica, lesão ou envolvimento em um acidente.  O termo é usado em todas as formas de corridas, incluindo corridas de automóveis, corrida de cavalos, ciclismo, pista, corridas de longa distância, e esqui entre outros tipos de corridas.  Os atletas se esforçam muito para evitar receber um DNF e muitos o associam a um estigma negativo.

## Pesquisa acadêmica
Os DNFs têm sido objeto de numerosos estudos que buscam descobrir por que as taxas de DNF variam muito, mesmo dentro da mesma disciplina competitiva.  Por exemplo, no atletismo, Edouard encontrou uma taxa de DNF total de 22% entre os competidores de decatlo de alto nível, mas as taxas de DNF em eventos individuais variaram de menos de 1% a mais de 6%.
Os DNFs também nem sempre são distribuídos uniformemente entre todos os participantes.  Por exemplo, uma análise do New York Times de 2009 dos resultados da Maratona de Nova York concluiu que os competidores recreativos tinham mais chances de terminar a corrida do que serem classificados como DNF: "Os corredores de elite parecem mais inclinados a desistir do que simplesmente completar a corrida, e os corredores que visitam a partir do exterior parecem mais inclinados a empurrar-se para a linha de chegada, não importa o seu tempo".  Glace et al. (2002) realizaram a análise ANOVA dos finalistas em comparação aos DNFs em uma ultramaratona e concluíram que eles apresentavam nutrição e ingestão de líquidos estatisticamente diferentes.  Holbrook et al. encontraram diferenças fisiológicas entre finalistas e DNFs entre os cavalos envolvidos em corridas de longa distância.